# 붉은머리독수리
붉은머리독수리(Sarcogyps calvus)는 남아시아에서 발견되는 구세계독수리 중 하나이다. 몸길이는 85센티미터이며, 무게는 3.7-5.4킬로그램이나 된다. 한때 아시아의 남중부와 남동부 (파키스탄에서 싱가포르에 이르는 지역)에 서식하던 종이었다. 현재는 주로 네팔과 북부 인도의 공터, 경작지, 반사막 지역에서 발견된다.
이들의 보존상태에 대한 평가는 급격히 바뀌었다. 1994년에는 "낮은위기/관심필요"에서 "낮은위기/취약근접"으로 옮겨졌다. 현재는 독수리에게 극약으로 여겨지는 디클로페낙의 남용으로 숫자가 급격히 감소하였다. 1990년대 후반에서 개체수는 2년마다 반씩 감소한 꼴이다. 이에 따라 국제자연보호연맹은 붉은머리독수리의 보전상태를 "위기/위급"으로 평가하였다.

## 계통 분류
2021년 카타나흐(Catanach) 등과 생스터(Sangster) 등의 연구에 기초한 그리폰독수리아과 계통 분류이다.
|  | 흰머리독수리속                                                |
|  |                                                               |
|  | \| \| 독수리속 \| \| \| \| \| \| 주름민목독수리속 \| \| \| \| |
|  |                                                               |
|  | 독수리속                                                      |
|  |                                                               |
|  | 주름민목독수리속                                              |
|  |                                                               |

|  | 독수리속         |
|  |                  |
|  | 주름민목독수리속 |
|  |                  |

|  | 흰머리독수리속                                                |
|  |                                                               |
|  | \| \| 독수리속 \| \| \| \| \| \| 주름민목독수리속 \| \| \| \| |
|  |                                                               |
|  | 독수리속                                                      |
|  |                                                               |
|  | 주름민목독수리속                                              |
|  |                                                               |

|  | 독수리속         |
|  |                  |
|  | 주름민목독수리속 |
|  |                  |

|  | 두건민목독수리속 |
|  |                  |
|  | 그리폰독수리속   |
|  |                  |

|  | 흰머리독수리속                                                |
|  |                                                               |
|  | \| \| 독수리속 \| \| \| \| \| \| 주름민목독수리속 \| \| \| \| |
|  |                                                               |
|  | 독수리속                                                      |
|  |                                                               |
|  | 주름민목독수리속                                              |
|  |                                                               |

|  | 독수리속         |
|  |                  |
|  | 주름민목독수리속 |
|  |                  |

|  | 흰머리독수리속                                                |
|  |                                                               |
|  | \| \| 독수리속 \| \| \| \| \| \| 주름민목독수리속 \| \| \| \| |
|  |                                                               |
|  | 독수리속                                                      |
|  |                                                               |
|  | 주름민목독수리속                                              |
|  |                                                               |

|  | 독수리속         |
|  |                  |
|  | 주름민목독수리속 |
|  |                  |

|  | 두건민목독수리속 |
|  |                  |
|  | 그리폰독수리속   |
|  |                  |